# Linea Sotobō

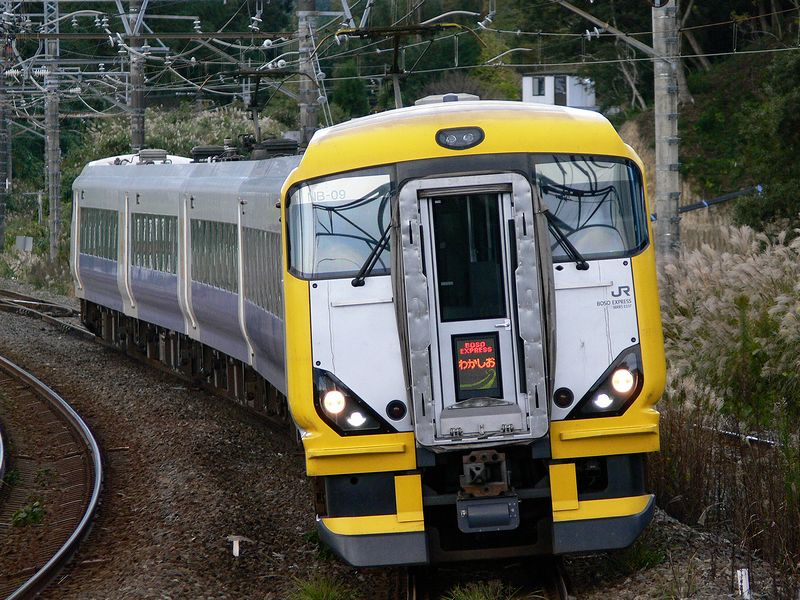
Un espresso limitato della serie E257-500

La linea Sotobō (外房線?, Sotobō-sen), è una linea ferroviaria giapponese a scartamento ridotto che corre lungo la costa dell'Oceano Pacifico della penisola di Bōsō, e a entrambi i capolinea si connette con la linea Uchibō.

## Servizi
Su questa linea circolano espressi limitati e treni rapidi ("Rapidi pendolari").
- Espresso limitato Wakashio

Tokyo - (linea Keiyō) - Soga - Awa-Kamogawa
(alcuni operano come locali, fermanti in tutte le stazioni fra Katsuura e Awa-Kamogawa
- Rapido / Rapido pendolari
  - Kurihama - (linea Yokosuka) - Tokyo - (linea Sōbu Rapida) - Soga - Kazusa-Ichinomiya
  - Tokyo - (linea Keiyō) - Soga - Ōami - Kazusa-Ichinomiya (alcuni da/per Katsuura o Narutō sulla linea Tōgane)

## Stazioni
- La sezione Chiba-Soga è in comune con la linea Uchibō
- Fermate:
  - I treni locali fermano in tutte le stazioni
  - I treni Rapidi e Rapidi pendolari fermano in presenza del simbolo "●", mentre nelle stazioni segnate da "○" fermano i treni rapidi e rapidi pendolari della linea Keiyō durante il giorno.
- Tutta la linea si trova all'interno della prefettura di Chiba

| Stazione          | Giapponese     | Distanza interst. | Distanza totale | RS RP | RK RP | Collegamenti | Binari | Posizione         |
| ----------------- | -------------- | ----------------- | --------------- | ----- | ----- | --- | ------ | ----------------- |
| Chiba             | 千葉           | -                 | 0.0             | ●     |       | ■ Linea principale Sōbu ■ Linea Narita ■ Linea Uchibō ■ Linea Chūō-Sōbu ■ Linea Sōbu Rapida ● Monorotaia di Chiba | ∥      | Chūō-ku Chiba     |
| Hon-Chiba         | 本千葉         | 1.4               | 1.4             | ●     |       | | ∥      | Chūō-ku Chiba     |
| Soga              | 蘇我           | 2.4               | 3.8             | ●     | ●     | ■ Linea Keiyō (s. diretto) ■ Linea Uchibō                                                                         | ∥      | Chūō-ku Chiba     |
| Kamatori          | 鎌取           | 5.0               | 8.8             | ●     | ●     | | ∥      | Midori-ku Chiba   |
| Honda             | 誉田           | 3.8               | 12.6            | ●     | ●     | | ∥      | Midori-ku Chiba   |
| Toke              | 土気           | 5.5               | 18.1            | ●     | ●     | | ∥      | Midori-ku Chiba   |
| Ōami              | 大網           | 4.8               | 22.9            | ●     | ●     | ■ Linea Tōgane | ∥      | Ōamishirasato     |
| Nagata            | 永田           | 2.4               | 25.3            | ｜    | ○     | | ∥      | Ōamishirasato     |
| Honnō             | 本納           | 2.4               | 27.7            | ｜    | ○     | | ∥      | Mobara            |
| Shin-Mobara       | 新茂原         | 3.7               | 31.4            | ｜    | ○     | | ∥      | Mobara            |
| Mobara            | 茂原           | 2.9               | 34.3            | ●     | ●     | | ∥      | Mobara            |
| Yatsumi           | 八積           | 4.6               | 38.9            | ｜    | ○     | | ∥      | Chōsei            |
| Kazusa-Ichinomiya | 上総一ノ宮     | 4.1               | 43.0            | ●     | ●     | | ∨      | Ichinomiya Chōsei |
| Torami            | 東浪見         | 3.2               | 46.2            |       | ●     | | ∧      | Ichinomiya Chōsei |
| Taitō             | 太東           | 3.1               | 49.3            |       | ●     | | ∥      | Izumi             |
| Chōjamachi        | 長者町         | 2.8               | 52.1            |       | ●     | | ∨      | Izumi             |
| Mikado            | 三門           | 1.6               | 53.7            |       | ●     | | ｜     | Izumi             |
| Ōhara             | 大原           | 3.5               | 57.2            |       | ●     | Ferrovia di Isumi                                                                                                 | ◇      | Izumi             |
| Namihana          | 浪花           | 3.3               | 60.5            |       | ●     | | ◇      | Izumi             |
| Onjuku            | 御宿           | 4.9               | 65.4            |       | ●     | | ∧      | Onjuku Isumi      |
| Katsuura          | 勝浦           | 5.5               | 70.9            |       | ●     | | ∨      | Katsuura          |
| Ubara             | 鵜原           | 3.6               | 74.5            |       |       | | ◇      | Katsuura          |
| Kazusa-Okitsu     | 上総興津       | 2.7               | 77.2            |       |       | | ◇      | Katsuura          |
| Namekawa Island   | 行川アイランド | 3.3               | 80.5            |       |       | | ｜     | Katsuura          |
| Awa-Kominato      | 安房小湊       | 3.8               | 84.3            |       |       | | ◇      | Kamogawa          |
| Awa-Amazu         | 安房天津       | 3.4               | 87.7            |       |       | | ◇      | Kamogawa          |
| Ama-Kamogawa      | 安房鴨川       | 5.6               | 93.3            |       |       | ■ Linea Uchibō | ◇      | Kamogawa          |